# Палата депутатов Берлина
Палата депутатов Берлина (нем. Abgeordnetenhaus von Berlin) является законодательным органом (ландтагом) земли и столицы Германии — Берлина, согласно уставу города. В 1993 году парламент переехал из Шёнебергской ратуши в его нынешнюю резиденцию на Нидеркирхнерштрассе, которая до 1934 года являлась резиденцией прусского ландтага. Нынешним председателем Палаты является Корнелия Зайбельд (ХДС).

## История
Abgeordnetenhaus (Палата депутатов) была образована новой Конституцией Западного Берлина в 1950 году.
Abgeordnetenhaus заменила старый парламент города под названием Berliner Stadtverordnetenversammlung (Берлинский городской совет), созданный прусскими реформами в 1808 году и восстановленный союзниками после окончания Второй мировой войны. Этот парламент был избран на выборах 1946 года и в 1948 году и существовал как в Западном Берлине, так и в Восточном Берлине.
Когда была создана Палата депутатов, «Берлинский городской совет» был распущен только на Западе, так как он оставался парламентом восточной части города и был восстановлен на этой территории после воссоединения Германии в 1990 году.
Результаты выборов осени 2021 года аннулированы, и были назначены новые выборы в феврале 2023 года.

## Функции
Наиболее важной функцией Палаты депутатов является утверждение законов, в том числе и городского бюджета. Она также избирает правящего бургомистра Берлина и контролирует исполнительный орган — Сенат Берлина.

## Выборы
Палата депутатов избирается каждые пять лет общим, свободным, тайным и прямым голосованием по системе пропорционального представительства. Она состоит из не менее 130 представителей, 78 избираемых непосредственно в избирательных округах города, а 52 — по партийным спискам.

## Нынешний состав
Нынешнее распределение мест по итогам выборов 2023 года:
- СДПГ — 34;
- Союз 90/Зелёные — 34;
- ХДС — 52;
- Левая — 22;
- Альтернатива для Германии — 17.